# Catedral de Angolema

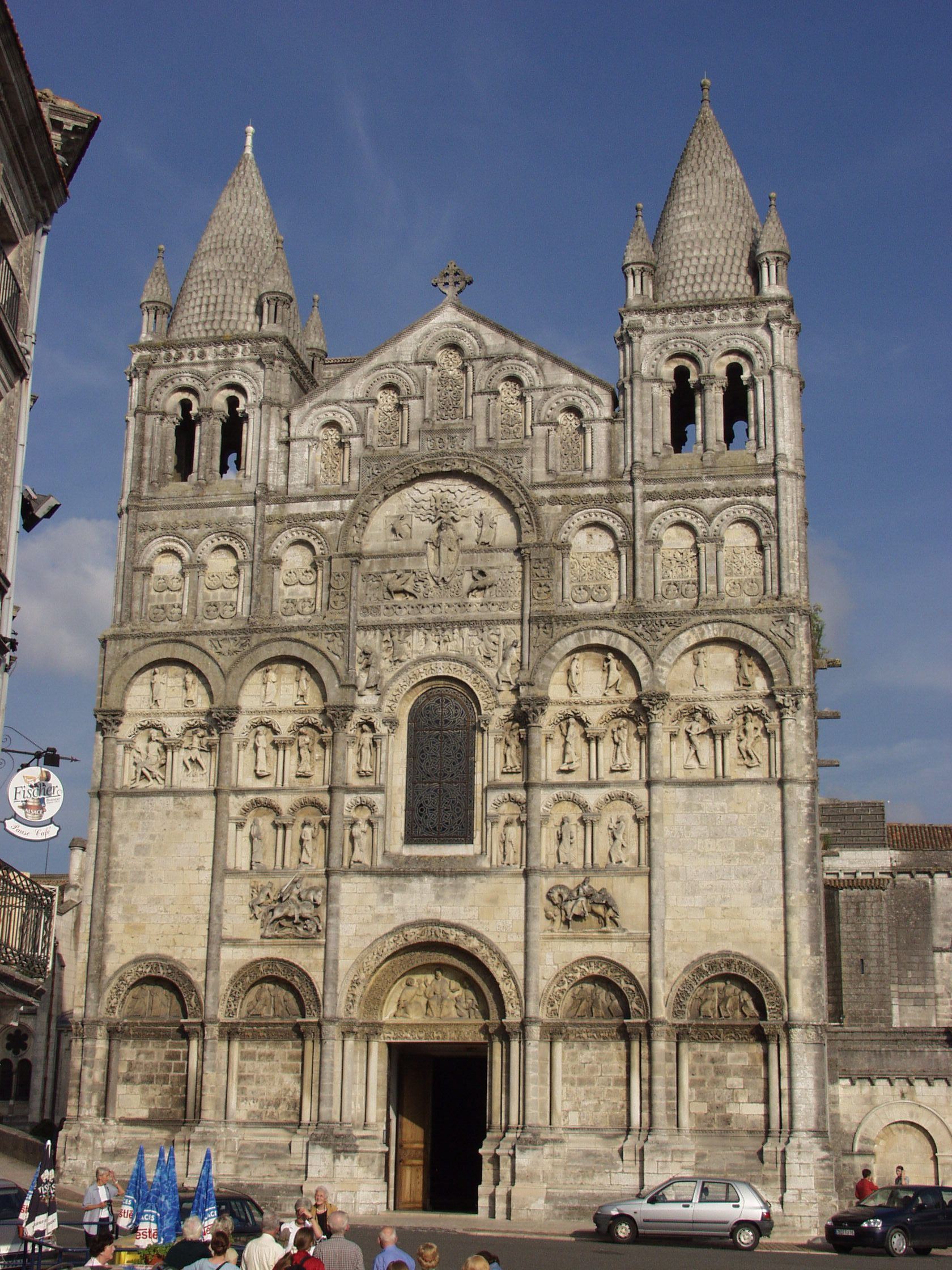
Catedral de Angolema

A Catedral de Angolema (Angoulême) ou Catedral de São Pedro de Angolema (em francês: Catedral Saint-Pierre de Angoulême) é o mais importante edifício religioso de Angolema, província de Charente, França, e um dos mais importantes exemplos de arquitetura românica e escultura remanescentes na França.

## História
Uma primeira catedral foi construída no local, um primitivo santuário pré-cristão, no século IV. O edifício foi destruído quando a cidade foi tomada por Clóvis I após a Batalha de Vouillé (507). Outra catedral foi consagrada em 560, mas foi queimada pelos viquingues/ Normandos cerca de dois séculos mais tarde.
Uma terceira catedral foi construída sob ordens do então bispo Grimoardo, abade de Saint-Pierre de Brantôme. A nova igreja foi consagrada em 1017. No entanto, no início do século XII, o povo começou a considerá-la demasiado pequena para a riqueza do conselho. O arquiteto foi o bispo Gerardo II, uma das mais importantes figuras francesa da época, que era um professor, Legado Papal de quatro papas e também um notável artista. A construção começou em cerca de 1110 e terminou em 1128.
A igreja e a aparência original foram modificadas nos séculos seguintes. Um dos sinos-torres, por exemplo, foi destruída durante as guerras religiosas do século XVI. Outras alterações foram feitas durante as restaurações por Paul Abadie em 1866-1885, incluindo a adição das duas torres cônicas com tampas, mas a fachada permanece essencialmente medieval.

## Arquitetura e arte

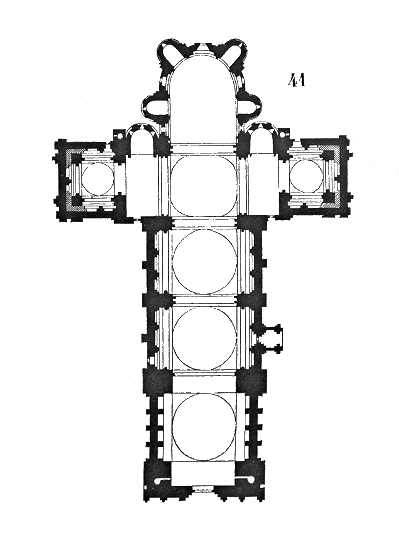
Planta baixa da Catedral

A fachada é decorada com mais de 70 esculturas, organizadas em dois temas decorativos, a Ascensão e o Juízo Final, que são habilmente intercalados. Cristo é retratado na mandorla, enquanto dois anjos junto com os apóstolos lhe mostram a visão celeste. Todos os seus rostos, bem como as dos outros fiéis sob os arcos, olham em direção ao Redentor; vice-versa, o danado, empurrado para trás nos arcos laterais e transformado em vítima de Satanás, sofre o castigo. 
Além destes dois principais temas, os escultores retratam cenas da vida cotidiana, como a caça, destacando dificuldades e penoso trabalho. 
O interior da Nave é coberto com três cúpulas, um transepto de grande comprimento com elevadas torres ao longo do norte e do sul, e um coro absidal com quatro capelas. No cruzamento com o transepto, há uma grande cúpula sobre colunas, que substituiu a original destruída em um dos cercos protestantes de 1568. Uma vez iluminados por duas torres lanterna, o transepto tem mantido apenas o norte (Abadie também modificou isso, e transferiu as esculturas medievais para outros locais), que se caracteriza por várias ordens de janelas separadas por barras verticais. 
O coro semicircular é ladeado por pequenas apses e cobertas por uma meia cúpula.